# Todd Cantwell
Todd Owen Cantwell (sinh ngày 27 tháng 2 năm 1998) là một cầu thủ bóng đá chuyên nghiệp người Anh, chơi ở vị trí tiền vệ cho câu lạc bộ ở Ngoại Hạng Anh, Norwich City. Cantwell là một tiền vệ tấn công điển hình và anh cũng có thể thi đấu ở hai cánh.

## Sự nghiệp câu lạc bộ
Cantwell sinh ra ở Dereham, Norfolk và theo học trường trung học Northgate.  Anh gia nhập học viện đào tạo trẻ của Norwich City khi mới 10 tuổi. Cantwell lọt vào danh sách rút gọn cầu thủ xuất sắc nhất giải Ngoại Hạng cho đội trẻ ở mùa giải 2016/17. Vào tháng 10 năm 2017, Cantwell được đăng ký vào danh sách thi đấu cho hai trận đấu của Norwich City, nhưng không được ra sân. Cantwell đã được ra mắt đội một vào tháng 1 năm 2018 trong trận đấu tại FA Cup với Chelsea trên sân Stamford Bridge. Trong cùng tháng đó, Cantwell được Norwich City đem cho Fortuna Sittard mượn trong phần còn lại của mùa giải.
Cantwell lần đầu tiên có tên trong đội hình xuất phát cho Norwich City trong trận đấu ở vòng 1 Cúp Liên Đoàn Anh với Stevenage vào ngày 14 tháng 8 năm 2018. Anh có trận đấu ra mắt giải Hạng Nhất vào tháng 9 năm 2018 trong trận đấu với Reading. Vào tháng 12 năm 2018, Cantwell đã ghi bàn thắng chuyên nghiệp đầu tiên của mình trong chiến thắng 3-1 trước Rotherham United.
Cantwell đã được Norwich City gia hạn hợp đồng vào cuối mùa giải 2018/2019, sau khi góp công giúp câu lạc bộ thăng hạng lên chơi ở Ngoại Hạng Anh.
Vào ngày 17 tháng 8 năm 2019, Cantwell đã kiến tạo cho hai bàn thắng của Teemu Pukki trong trận đấu Norwich City đánh bại Newcastle 3-1 ở Ngoại Hạng Anh 2019/2020. Ngay ở vòng đấu sau, Cantwell có bàn thắng đầu tiên ở Ngoại Hạng Anh trong sự nghiệp của mình trong trận thua 2-3 của đội nhà trước Chelsea.
Vào ngày 14 tháng 9 năm 2019, Cantwell ghi bàn thắng thứ hai của mình ở Ngoại Hạng Anh khi nâng tỷ số lên 2-0 trong trận thắng của 3-2 Norwich City trước nhà đương kim vô địch Manchester City trên sân nhà Carrow Road.

## Sự nghiệp quốc tế
Cantwell được gọi vào đội tuyển U-17 Anh thi đấu tại giải Nordic Tournament năm 2014, có trận ra mắt trước Iceland và ghi bàn trong trận hòa với Phần Lan.
Ngày 30 Tháng 8 năm 2019, Cantwell lần đầu tiên được gọi vào đội U-21 Anh và có trận ra mắt khi  vào sân từ băng ghế dự bị ở phút 61 thay cho Morgan Gibbs-White trong vòng loại giải U-21 EURO 2021 và giành chiến thắng 2-0 trước Kosovo ở Hull City.

## Thống kê sự nghiệp
Tính đến ngày 11 tháng 7 năm 2020
| Câu lạc bộ             | Mùa giải            | Giải đấu            | Giải đấu | Giải đấu | Cúp quốc gia | Cúp quốc gia | Cúp liên đoàn | Cúp liên đoàn | Khác | Khác | Tổng cộng | Tổng cộng |
| Câu lạc bộ             | Mùa giải            | Hạng                | Trận     | Bàn      | Trận         | Bàn          | Trận          | Bàn           | Trận | Bàn  | Trận      | Bàn       |
| ---------------------- | ------------------- | ------------------- | -------- | -------- | ------------ | ------------ | ------------- | ------------- | ---- | ---- | --------- | --------- |
| U-21 Norwich City      | 2016–17             | —                   | —        | —        | —            | —            | —             | —             | 2    | 0    | 2         | 0         |
| Norwich City           | 2017–18             | Championship        | 0        | 0        | 1            | 0            | 0             | 0             | —    | —    | 1         | 0         |
| Norwich City           | 2018–19             | Championship        | 24       | 1        | 1            | 0            | 2             | 0             | —    | —    | 27        | 1         |
| Norwich City           | 2019–20             | Premier League      | 34       | 6        | 3            | 1            | 0             | 0             | —    | —    | 37        | 7         |
| Norwich City           | Tổng cộng           | Tổng cộng           | 58       | 7        | 4            | 1            | 2             | 0             | —    | —    | 64        | 8         |
| Fortuna Sittard (mượn) | 2017–18             | Eerste Divisie      | 10       | 2        | —            | —            | —             | —             | —    | —    | 10        | 2         |
| Tổng cộng sự nghiệp    | Tổng cộng sự nghiệp | Tổng cộng sự nghiệp | 68       | 9        | 4            | 1            | 2             | 0             | 2    | 0    | 76        | 10        |

## Danh hiệu
Norwich City
- EFL Championship: 2018–19 [4]